# シーチキン
シーチキンは、はごろもフーズが製造する日本のツナ缶詰である。同社の登録商標。

## 概要
- 原料となる魚は、ビンナガ、キハダ、カツオ、ブリ。
- 調理法は大きく分けると2種類で、油漬け（油とスープに漬けたタイプ）と水煮（油を使わずにスープと水で調理したタイプ）がある。水煮の一種で食塩・油を一切使わず天然水のみで調理した「食塩・オイル無添加」タイプもある。油漬けの油は上級品が綿実油、普及品が大豆油を使用している。
- 身の形状は大きく分けると3種類で、ソリッドタイプ（身が塊になっているタイプ）、チャンクタイプ（身が大きくほぐれているタイプ）、フレークタイプ（身が細かくほぐれているタイプ）がある。
- 「加工食品品質表示基準」に基づき原料・調理法・形状と缶に表記されている。
- 身がほぐれやすく調理に使いやすいため、サラダの具、サンドイッチの具、手巻き寿司の具、おにぎりの具など様々な料理に利用される。

## 歴史
マグロ油漬け缶詰は、1903年にアメリカ合衆国のアルバート・P・ハーフヒル(en:Albert_P._Halfhill)によって発明され、たちまち海の鶏肉 Chicken of seaとして人気商品となり、1914年アメリカにChicken of the seaというマグロの油漬け缶詰会社が誕生した。日本でも各地の水産試験場において研究が進められたが、なかなか高品質の製品を送り出すには至らずにいた。
1929年に、静岡県の水産試験場の技師・村上芳雄が開発した製品が、日本におけるマグロ油漬け缶詰の最初の成功例である。村上技師が焼津水産学校（現在の静岡県立焼津水産高等学校）で最終試製を行い製造されたマグロ油漬け缶詰は、「富士丸ブランド」のラベルを貼り付けられて、アメリカ合衆国に輸出された。静岡水試は各地の缶詰業者にマグロ油漬け缶詰の製品化を提唱し、それにまっ先に名乗りを上げたのが清水食品である。
清水食品は翌1930年に、9,800箱にものぼるマグロ油漬け缶詰を対米輸出した。この成功を受け、1931年にははごろもフーズの前身である後藤缶詰も、製造を始めた。
第二次世界大戦後、後藤缶詰はこの缶詰の供給先をいち早く輸出から日本向けに転向させたため、シーチキンの商品名は日本において『マグロ油漬けの代名詞』になるまでに広まり、ツナ缶詰一般を「シーチキン」と呼ぶことも多い。シーチキンの生みの親は、二代目社長の後藤磯吉（二代目）である。

## その他
- 日本国内のツナ缶市場において、はごろもフーズのシーチキンは商標である。「シーチキン」の商標登録は1958年。命名したのは立川直三郎。
- シーチキンブランドのツナ缶詰は、日本国内で5割以上のシェアを占めている[3]。
- 主としてコンビニで売られているツナマヨとよばれるおにぎりは、シーチキンと通称されることもある。はごろもフーズの製品ではないが、同社の商標が一般名詞化していることをうかがわせる（正式商品名として「シーチキン」の名称を含むものははごろもフーズの製品を使用）。
- はごろもフーズ以外のメーカーによる同種の商品として、いなば食品の「いなばライトツナ」やホテイフーズコーポレーションの「ツナカル」、清水食品の「ホワイトツナ」などがある。これらはシーチキン（商標）ではないが、しばしば同名で呼ばれる。
- ツナ缶詰の日本国内での主な生産地は静岡県であり、公益社団法人日本缶詰びん詰レトルト食品協会の発行する缶詰時報によると、ツナ缶詰の生産量（トン）で静岡県内の企業のシェアは95%以上に達する。上に挙げたはごろもフーズ、いなば食品、ホテイフーズコーポレーション、SSKフーズはすべて静岡県静岡市清水区内[注釈 2]の企業である。
- 静岡県に次いで生産量の多いのは宮城県である[注釈 3]が、東日本大震災によって宮城県内メーカーである気仙沼ほてい（ホテイフーズ系列、気仙沼市）、ミヤカン（鈴与・SSKフーズ系列、気仙沼市）、三洋食品石巻工場（石巻市）などが津波による壊滅的被害を受け軒並み操業を停止したため、震災翌年の統計では生産量が激減している。

## 製品ラインナップ
- シーチキン油漬け（ホワイトミート）
  - シーチキンファンシー
  - シーチキンフレーク

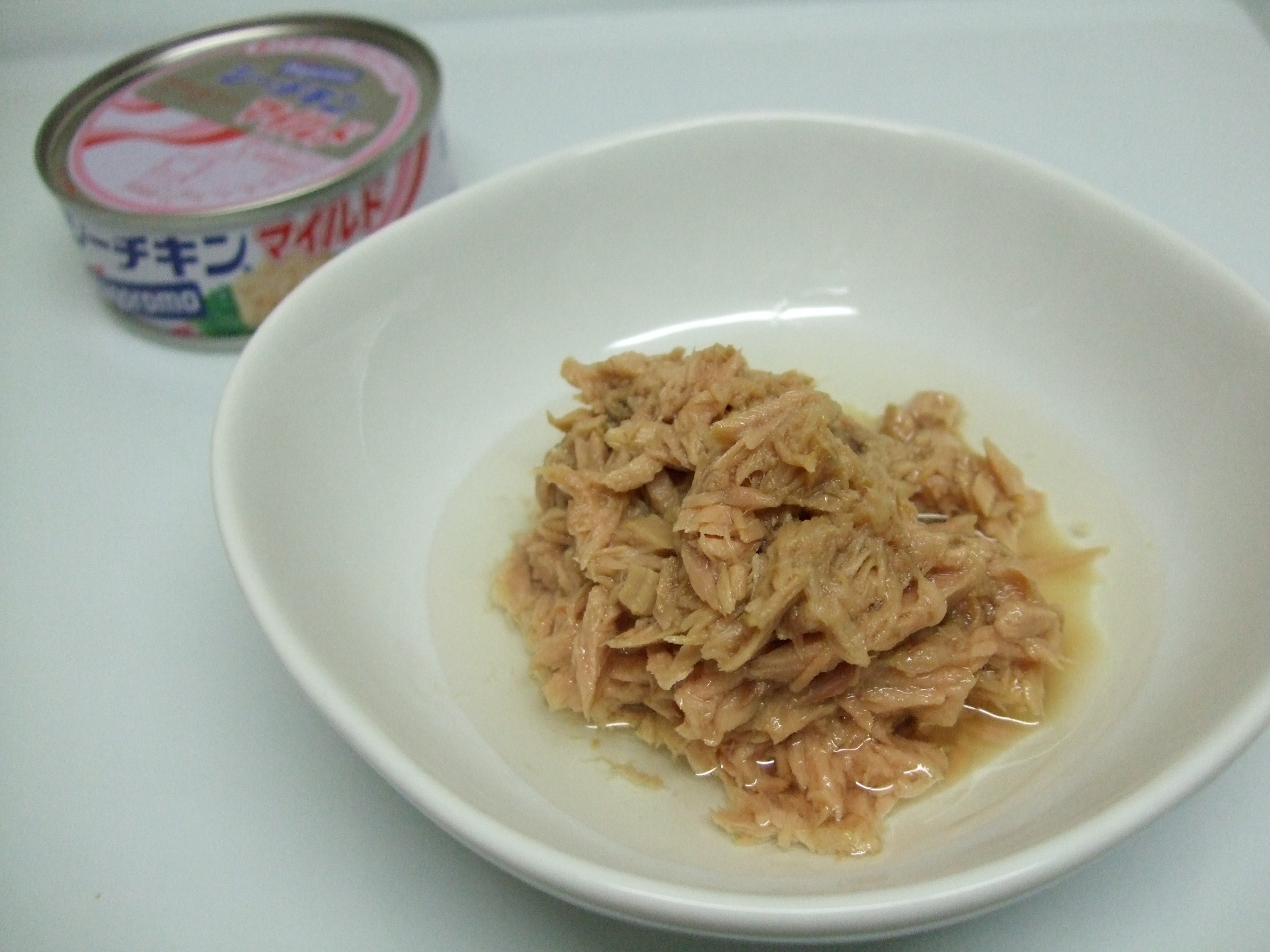
シーチキンマイルド

  - シーチキンフレーク一本釣り - 夏の太平洋を黒潮にのって日本近海まで北上する旬のビンナガマグロを使用したシーチキン。
- シーチキン油漬け（ライトミート）
  - シーチキンL
  - シーチキンLフレーク
  - シーチキンNew Lフレーク（80g×3缶パック、CGCグループとの共同開発商品で、CGC加盟店専売品）
  - シーチキンNew マイルド（80g×3缶パック、CGCグループとの共同開発商品で、CGC加盟店専売品）
  - セブンプレミアム シーチキンLフレーク（80g×3缶パック、セブン&アイ・ホールディングスとの共同開発商品で、セブン&アイ・ホールディングスグループ専売品）
  - セブンプレミアム シーチキンマイルド（80g×3缶パック、セブン&アイ・ホールディングスとの共同開発商品で、セブン&アイ・ホールディングスグループ専売品）
  - シーチキンマイルド
- 素材そのままシーチキン
  - シーチキンファンシー
  - シーチキンLフレーク
  - シーチキンマイルド
  - シーチキンNew マイルド（80g×3缶パック、CGCグループとの共同開発商品で、CGC加盟店専売品）
- オイル不使用シーチキン - 2018年8月発売。寒天や昆布エキスなどの配合により、油漬の特長である「なめらかな食感」や「旨味」を再現した水煮と油漬両方の良さを併せ持つ油不使用のシーチキン。
  - シーチキンL
  - シーチキンLフレーク
  - シーチキンマイルド
- シーチキンとろ
  - シーチキンとろ（びんなが）オリーブオイル漬け - 夏にとれたビンナガマグロのとろ肉だけを使用し、オリーブオイル漬けにしたシーチキン
  - シーチキン炙りとろ（きはだ）オリーブオイル漬け - キハダマグロのとろ肉を直火で炙り、オリーブオイル漬けにしたシーチキン。
- 天然水でつくったシーチキン純 - 天然水を使用した水煮タイプのシーチキン。食塩不使用のフレークタイプ。
- シーチキンPlus - シーチキンに相性の良い食材を1缶に詰めた商品。コーン、コーン&チーズの2種類がある。
- 和風シーチキン - 2014年2月発売。シーチキンと相性の良い醤油でほんのり味付けした商品。
  - 和風シーチキンマイルドほんのりしょうゆ味
- シーチキンSmile - 2016年2月発売。パウチ入りの使いきりタイプ。現在Lフレーク･マイルド･水煮Lフレーク･水煮マイルド･オリーブオイルLフレーク･Lフレーク(米油)･マイルドコーン入り・Lフレークひまわり油・マイルドキャノーラ・和風マイルドの10種類がある。
- シーチキンマヨネーズタイプ しょうゆ風味 - 2016年2月発売。後述の｢ディッパーシーチキンマヨネーズ｣の後継商品。シーチキンをマヨネーズや醤油などで味付けした小分けタイプ(10グラム×4袋)のおにぎり専用。カレンダータイプとBOXタイプの2種類がある。
- シーチキンEvery（エブリ） - 2023年8月発売。ブリを原材料として使用。
  - オイル不使用シーチキンEvery

## 過去に発売された製品
- シーチキンお料理番
- 油あっさりシーチキン
- シーチキンU
- トーストでおいしい シーチキンマヨネーズ
- キムチ鍋専用シーチキン辛
- シーチキンアスリート - 良質なたんぱく質を豊富に含むシーチキンに、マグロの筋肉中に多く含まれるアンセリンを配合した商品。「カラダを応援シーチキン」に継承。
  - シーチキンアスリート
  - シーチキンアスリートカルシウム
  - シーチキンアスリートコラーゲン
- カラダを応援シーチキン  - 2015年2月発売。良質なたんぱく質を豊富に含むシーチキンに、DHAとマグロの筋肉中に多く含まれるアンセリンを配合した商品。「シーチキンアスリート」の後継商品となる。
- ディッパーシーチキンマヨネーズ - シーチキンをマヨネーズなどで味付けしたパウチ入りの商品。パンに挟んだり、おにぎりの具材や手巻き寿司などの料理に幅広く使える。カレンダータイプとBOXタイプの2種類があった。「シーチキンマヨネーズタイプ しょうゆ風味」に継承。
- サラダピースシーチキン - 2017年発売。使いきりタイプのサラダトッピング用シーチキン。Lフレーク･Lフレーク水煮の2種類。2021年1月製造終了。
- シーチキンきはだとろ 炊き込みご飯の素 - 2017年8月発売。シーチキンブランド唯一のレトルト商品。具材にきはだまぐろの魚体全体の1%未満しかとれない希少部位であるとろ肉と数種類の野菜を使用した炊き込みご飯の素。
- シーチキンチキン - プリマハムの「サラダチキン」とコラボレーションした商品で、キハダマグロのフレークとサラダチキンを1:1の割合で混合している。油漬タイプとオイル不使用タイプの2種類、2019年8月19日発売[4]。2021年4月製造終了。
- シーチキンふりかけまんぷく丸
- GーチキンLフレーク

他、多数

## CMキャラクター
現在
- 宮崎あおい（2014年11月 - ）[5]BGMは「Two_Shot」
- まぐろ（声：古川登志夫）・にわとり（声：神谷明）（2019年9月 - 、シーチキンチキンのみ）
  - マグレラ、チキンNo.2245（声：山本百合子）（2020年10月 - 、シーチキンチキンのみ）

公式サイトや映画館で流れるショートムービー、ラジオCMでの起用。ナレーションは岩崎和夫が担当。

過去
- 十朱幸代 - 発売当初から10年以上にわたり出演
- 古手川祐子
- 石田ひかり
- 角川博
- 大前均
- 谷啓
- 竹脇無我
- 宗方勝巳
- 真野響子
- 長門裕之・南田洋子夫妻
- 昭和九年会（全員ではない）
- 浅倉南（漫画・アニメ『タッチ』の登場人物（声：日髙のり子）） - キャンペーンCMのみ起用（1985年頃）
- 沢口靖子
- ちびまる子ちゃん（声：TARAKO）
※基本は単独出演だが、かつて沢口とちびまる子ちゃんが共演した時期もあった。